# Sweet November (film, 2001)
Pour les articles homonymes, voir Sweet November.
Pour plus de détails, voir Fiche technique et Distribution.
Sweet November (Doux Novembre au Québec) est un film romantique américain réalisé par Pat O'Connor sorti en 2001. Ce film est le remake du film homonyme de 1968. Il a été originellement écrit par Herman Raucher.

## Synopsis
Nelson Moss est un publicitaire ambitieux et obsédé par son travail, seule sa carrière compte, les autres ne sont là que pour l'aider à atteindre ses objectifs et il n'a pas de temps à consacrer à sa famille, ses amis ou à ses collègues, ainsi va sa vie.
En pleine concentration lors d'un important examen de conduite, Nelson est dérangé par une jeune femme qui est arrivée en retard. Ne sachant pas la réponse à une question, Nelson la lui demande discrètement mais voilà le surveillant l'accuse elle de tricherie et déchire sa copie. Même s'il est toujours pressé, il trouve le temps pour aller s'excuser.
Elle s'appelle Sara Deever, elle est joviale, zen, pleine d'énergie et manque de manières mais elle voit en Nelson quelqu'un de bien. Elle a un don pour transformer les hommes et n'a besoin que d'un mois pour cela.
C'est bientôt le mois de novembre et Sara invite Nelson à venir habiter chez elle en plus d'être son chauffeur. Celui-ci hésite et se demande si l'invitation est sérieuse, finalement il accepte. Sara lui fait alors apprécier la simplicité de la vie. C'est la première fois qu'il reçoit autant de gentillesse et d'amour sans qu'on lui demande quoi que ce soit en retour.
Nelson se demande alors s'il le mérite…

## Fiche technique
- Titre français et original : Sweet November
- Titre québécois : Doux novembre
- Réalisation : Pat O'Connor
- Scénario : Paul Yurick et Kurt Voelker, d'après le scénario de Sweet November (1968) écrit par Herman Raucher
- Photographie : Edward Lachman
- Montage : Anne V. Coates
- Musique : Christopher Young
- Décors : Naomi Shohan
- Production : Elliott Kastner, Steven Reuther, Deborah Aal, Erwin Stoff
- Sociétés de production : Warner Bros., Bel Air Entertainment et 3 Arts Entertainment
- Budget : 40 millions de $[1]
- Pays d'origine :  États-Unis
- Langue originale : anglais
- Genre : romantique
- Dates de sorties :
  - États-Unis : 12 février 2001 (première), puis 16 février 2001 (sortie nationale)
  - Belgique : 9 mai 2001
  - France : 25 juillet 2001

## Distribution
- Keanu Reeves (VF : Éric Herson-Macarel) (VQ : Daniel Picard) : Nelson Moss
- Charlize Theron (VF : Rafaele Moutier) (VQ : Camille Cyr-Desmarais) : Sara Deever
- Jason Isaacs (VF : Bernard Alane) (VQ : Daniel Lesourd) : Chaz Watley
- Greg Germann (VF : Pierre Tessier) (VQ : Gilbert Lachance) : Vince Holland
- Liam Aiken (VF : Elliot Weill) (VQ : Xavier Dolan) : Abner
- Robert Joy (VF : Éric Etcheverry) : Raeford Dunne
- Lauren Graham (VF : Catherine Le Hénan) : Angelica
- Michael Rosenbaum (VF : François Huin) : Brandon / Brandy
- Frank Langella (VQ : Hubert Fielden) : Edgar Price
- Jason Kravits : Manny
- Ray Baker : Buddy Leach
- Tom Bullock : Al
- Adele Proom : Osiris
- L. Peter Callender (VF : Bruno Dubernat) : Don Watson
- June Lomena : Beatrice
- David Fine : sans-abri
- John Lewis : Jack le barman

 Source et légende : version québécoise (VQ) sur Doublage.qc.ca

## Bande originale
La musique originale est composée par Christopher Young. La bande-son contient également de nombreuses chansons préexistantes, dont Only Time d'Enya.

## Box-office
| Pays ou région     | Box-office     | Date d'arrêt du box-office | Nombre de semaines |
| ------------------ | -------------- | -------------------------- | ------------------ |
| Mondial            | 65 754 228 $   |                            |                    |
| États-Unis, Canada | 25 288 103 $   | 22 avril 2001              | 10                 |
| France             | 78 327 entrées | 22 août 2001               | 5                  |
| Suisse             | 38 592 entrées |                            |                    |

## Distinctions
- Razzie Awards 2002 : nommé pour le plus mauvais acteur (Keanu Reeves), la plus mauvaise actrice (Charlize Theron) et le plus mauvais remake.